# Río Unduavi
Der Río Unduavi ist ein Fluss im Departamento La Paz im Hochland des Anden-Staates Bolivien.

## Verlauf
Der Río Unduavi hat seinen Ursprung in einer Luftlinien-Entfernung von 15 Kilometern nordöstlich der Metropole La Paz, etwa vier Kilometer östlich der Anden-Gipfel Charquini und Wilamanquilisani. Quellort des Gewässers ist ein kleiner Bergsee auf einer Höhe von 4744 m direkt an der Passhöhe von La Cumbre, wo die Fernstraße Ruta 3 die Stadt La Paz mit der Yungas-Region des Tieflandes verbindet.
Der Río Unduavi fließt auf den ersten zehn Kilometern in etwa östlicher Richtung im Municipio La Paz in der Provinz Murillo und verläuft auf den restlichen 58 Kilometern im Municipio Yanacachi in der Provinz Sud Yungas. Auf den ersten 27 Kilometern erstreckt sich nördlich des Flusslaufes der Cotapata-Nationalpark, der Fluss wendet sich dann nach Südosten, bis er sich bei der Siedlung Puente Villa auf einer Höhe von 1200 m mit dem von rechts zufließenden Río Taquesi vereinigt. Unterhalb von Puente Villa trägt der Fluss den Namen Río Tamampaya, der sich seinerseits flussabwärts mit dem Río de la Paz zum Río Boopi vereinigt, einem Zufluss zum Río Beni.